# Aphthona lacertosa
Aphthona lacertosa es un coleóptero de la familia Chrysomelidae. Fue descrita en 1847 por Rosenhauer.
El adulto mide de 2.5 a 3.4 mm. Es de color negro metálico brillante. La hembra pone huevos en el suelo, cerca de su planta hospedera (Euphorbia cyparissias) y la larva se entierra para alimentarse de las raíces. Nativo de Europa, introducido en Norteamérica para controlar euforbias invasoras. Se encuentra en campos donde abunda su planta nutricia.